# شهرستان آوئزوف
شهرستان آوئزوف (به قزاقی: Auezov District) یک منطقهٔ مسکونی در قزاقستان است که در آلماتی واقع شده‌است. شهرستان آوئزوف ۲۹۵٬۵۴۳ نفر جمعیت دارد.